# Конфеті

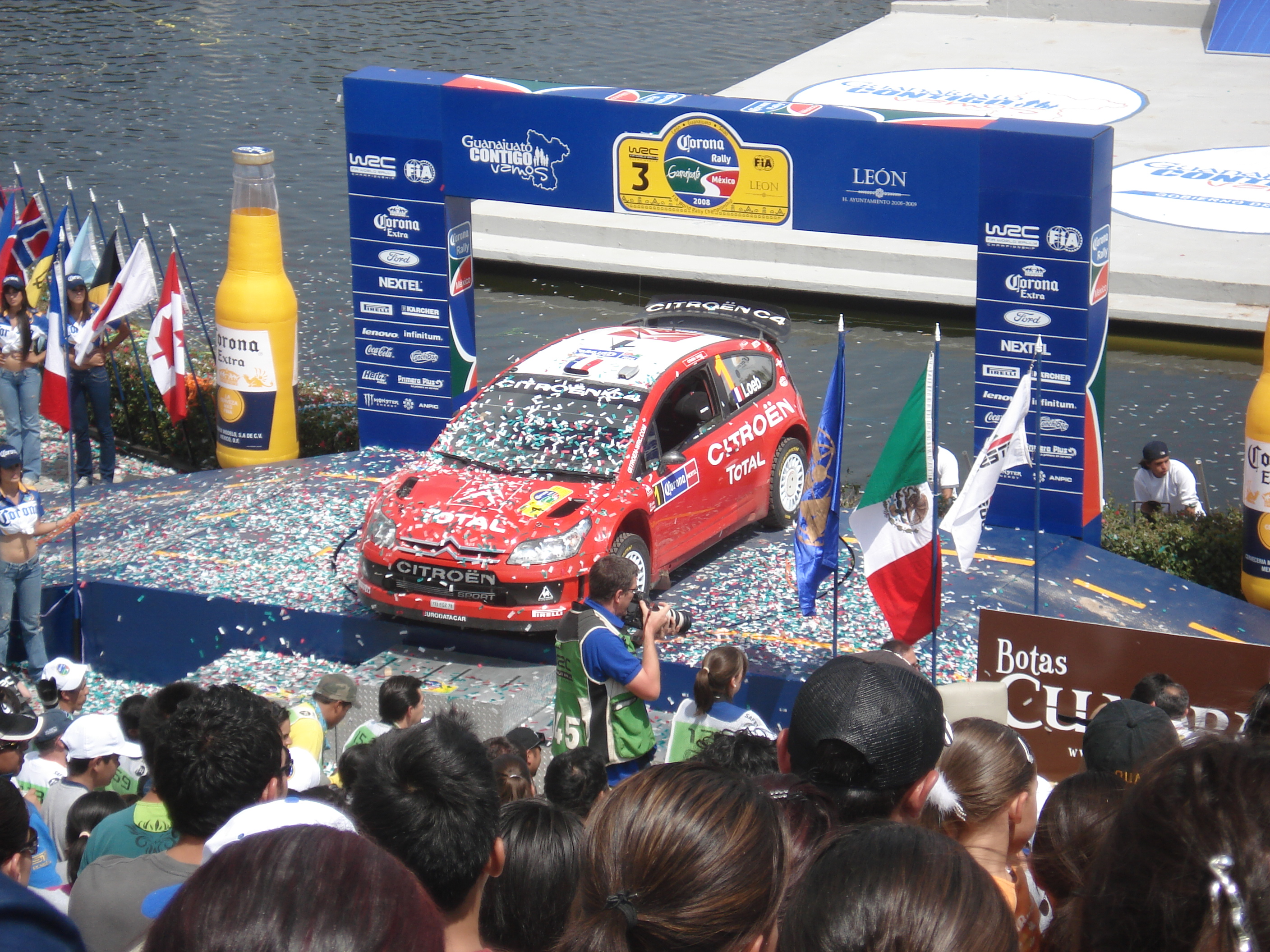
Конфетті на святкуванні перемоги

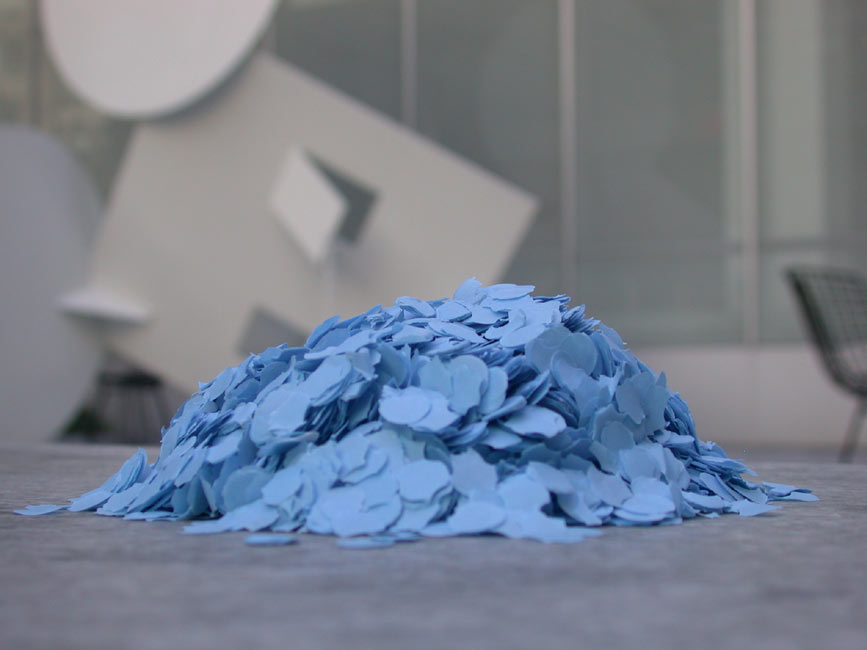
Конфетті з блакитного паперу

Конфеті́, конфетті́ (італ. confetti — «виріб з цукру») — різнокольорові, зазвичай паперові кружечки дрібного розміру, невід'ємний атрибут свят, в основному, балів, карнавалів, тріумфальних маніфестацій, але також днів народження і весільних урочистостей. Конфетті обсипають один одного учасники святкувань або його скидають зверху.

## Отримання
Конфетті отримують в основному як відхід від перфорації в паперовій промисловості. Спеціальні види конфетті, наприклад, для дощу із конфетті, який тримається в повітрі до 10 разів довше звичайного паперового, випускаються з шовкового паперу або тонкої плівки.

## Історія
Традиція використовувати конфеті для обсипання учасників свят виникла у Венеції. Місцеві купці, хизуючись своїми статками, обсипали гостей монетами та цукерками, які венеційці називали confetti
Пізніше цукерки були замінені гіпсовими кульками. Під час зустрічі 1884 року господар паризького кафе «Казино де Парі» обсипав гостей кольоровими кульками з крейди: це було першим документально зафіксованим застосуванням «крейдяного» конфетті. Конфетті з кольорового паперу винайшов той же власник «Казино де Парі».
У даний час конфеті — найчастіше різнокольорові паперові кружечки, якими обсипають один одного на балах, маскарадах. Існують пневматичні хлопавки, серпантин або конфетті з яких вилітають вибухом за рахунок використання газу в корпусі хлопавки.

## Цікаві факти
Конфеті внесені до Книги рекордів Гіннеса. Житель штату Каліфорнія, США Кейсі Ларрейн записаний в книзі рекордів, як власник найбільшої в світі колекції конфетті, куди входить тисяча сімсот унікальних форм цього дива.